# Лаппаярві
Лаппаярві (фін. Lappajärvi Lappajärvi)) — громада в провінції Південна Остроботнія, Фінляндія. Загальна площа території — 523,73 км, з яких 102,89 км² — вода. 

## Демографія
На 31 січня 2011 в громаді Лаппаярві проживало 3431 чоловік 1687 чоловіків і 1744 жінок. 
Фінська мова є рідною для 97,85% жителів, шведська — для 0,55%. Інші мови є рідними для 1,6% жителів громади. 
Віковий склад населення: 
- до 14 років — 12,82%
- від 15 до 64 років — 60,42%
- від 65 років — 27,02%

Зміна чисельності населення за роками:  
| Рік  | Чисельність |
| ---- | ----------- |
| 1980 | 4520        |
| 1990 | 4505        |
| 2000 | 4051        |
| 2010 | 3440        |
| 2011 | 3431        |